# Кејд (Луизијана)
Кејд (енгл. Cade) насељено је место без административног статуса у америчкој савезној држави Луизијана.

## Демографија
По попису из 2010. године број становника је 1.723.
| Група             | 2000.    | 2010.         |
| Белци             | 0 (0,0%) | 1.004 (58,3%) |
| Афроамериканци    | 0 (0,0%) | 607 (35,2%)   |
| Азијати           | 0 (0,0%) | 33 (1,9%)     |
| Хиспаноамериканци | 0 (0,0%) | 46 (2,7%)     |
| Укупно            | 0        | 1.723         |